# NHL 1934/35
Die NHL-Saison 1934/35 war die 18. Spielzeit in der National Hockey League. Neun Teams spielten jeweils 48 Spiele. Den Stanley Cup gewannen die Montreal Maroons nach einem 3:0-Erfolg in der Finalserie gegen die Toronto Maple Leafs.
Noch wenige Jahre zuvor hatte die NHL eine Erweiterung um ein Team in St. Louis wegen langer Wege abgelehnt. Im Jahr 1934 wurden jedoch die Ottawa Senators nach St. Louis umgesiedelt. Das neue Team nannte sich nun St. Louis Eagles.
Viel Bewegung brachte eine Gehaltsbegrenzung in die NHL. Ein Team durfte nicht mehr als 62.500 Dollar an Gehältern bezahlen. Ein einzelner Spieler durfte nicht mehr als 7000 Dollar verdienen. Viele Spieler wechselten das Team. Der prominenteste war Howie Morenz, der bei den Montréal Canadiens als Institution galt. Er wechselte zum Entsetzen der Fans nach Chicago.

## Reguläre Saison

### Abschlusstabellen
Abkürzungen: W = Siege, L = Niederlagen, T = Unentschieden, GF= Erzielte Tore, GA = Gegentore, Pts = Punkte
| Canadian Division   | W  | L  | T | GF  | GA  | Pts |
| ------------------- | -- | -- | - | --- | --- | --- |
| Toronto Maple Leafs | 30 | 14 | 4 | 157 | 111 | 64  |
| Montreal Maroons    | 24 | 19 | 5 | 123 | 92  | 53  |
| Montréal Canadiens  | 19 | 23 | 6 | 110 | 145 | 44  |
| New York Americans  | 12 | 27 | 9 | 100 | 142 | 33  |
| St. Louis Eagles    | 11 | 31 | 6 | 82  | 144 | 28  |

| American Division  | W  | L  | T | GF  | GA  | Pts |
| ------------------ | -- | -- | - | --- | --- | --- |
| Boston Bruins      | 26 | 16 | 6 | 129 | 112 | 58  |
| Chicago Blackhawks | 26 | 17 | 5 | 118 | 88  | 57  |
| New York Rangers   | 22 | 20 | 6 | 137 | 139 | 50  |
| Detroit Red Wings  | 19 | 22 | 7 | 127 | 141 | 45  |

### Beste Scorer
Abkürzungen: GP = Spiele, G = Tore, A = Assists, Pts = Punkte
| Spieler          | Team              | GP | G  | A  | Pts |
| ---------------- | ----------------- | -- | -- | -- | --- |
| Charlie Conacher | Toronto           | 47 | 36 | 21 | 57  |
| Syd Howe         | St. Louis/Detroit | 50 | 22 | 25 | 47  |
| Larry Aurie      | Detroit           | 48 | 17 | 29 | 46  |
| Frank Boucher    | NY Rangers        | 48 | 13 | 32 | 45  |
| Busher Jackson   | Toronto           | 42 | 22 | 22 | 44  |
| Frank Boucher    | NY Rangers        | 47 | 16 | 27 | 43  |
| Art Chapman      | NY Americans      | 47 | 9  | 34 | 43  |
| Marty Barry      | Boston            | 48 | 20 | 20 | 40  |
| Sweeney Schriner | NY Americans      | 48 | 18 | 22 | 40  |
| Nels Stewart     | Boston            | 47 | 21 | 18 | 39  |

## Stanley-Cup-Playoffs
|  | Viertelfinale | Viertelfinale         | Viertelfinale    |                  |                  | Halbfinale | Halbfinale          | Halbfinale |  |  | Stanley-Cup-Finale | Stanley-Cup-Finale | Stanley-Cup-Finale |
|  |               |                       |                  |                  |                  |            |                     |            |  |  |                    |                    |                    |
|  |               |                       |                  |                  |                  |            |                     |            |  |  |                    |                    |                    |
|  |               |                       |                  |                  |                  |            |                     |            |  |  |                    |                    |                    |
|  | C1            | Toronto Maple Leafs   | 3                |                  |                  |            |                     |            |  |  |                    |                    |                    |
|  | C1            | Toronto Maple Leafs   | 3                |                  |                  |            |                     |            |  |  |                    |                    |                    |
|  |               |                       | A1               | Boston Bruins    | 1                |            |                     |            |  |  |                    |                    |                    |
|  |               |                       |                  | Boston Bruins    | 1                |            |                     |            |  |  |                    |                    |                    |
|  |               |                       |                  |                  |                  |            |                     |            |  |  |                    |                    |                    |
|  |               |                       |                  |                  |                  |            |                     |            |  |  |                    |                    |                    |
|  |               |                       |                  |                  |                  | C1         | Toronto Maple Leafs | 0          |  |  |                    |                    |                    |
|  |               | C2                    | Montreal Maroons | 3                |                  |            |                     |            |  |  |                    |                    |                    |
|  | C2            | Montreal Maroons      | 1                |                  |                  |            |                     |            |  |  |                    |                    |                    |
|  | A2            | Chicago Black Hawks   | 0                |                  |                  |            |                     |            |  |  |                    |                    |                    |
|  | A2            | Chicago Black Hawks   | 0                | C2               | Montreal Maroons | 15         |                     |            |  |  |                    |                    |                    |
|  |               |                       |                  | C2               | Montreal Maroons | 15         |                     |            |  |  |                    |                    |                    |
|  |               |                       | A3               | New York Rangers | 04               |            |                     |            |  |  |                    |                    |                    |
|  | C3            | Canadiens de Montréal | A3               | New York Rangers | 04               | 05         |                     |            |  |  |                    |                    |                    |
|  | C3            | Canadiens de Montréal |                  |                  |                  |            |                     |            |  |  |                    |                    |                    |
|  | A3            | New York Rangers      | 16               |                  |                  |            |                     |            |  |  |                    |                    |                    |

## NHL Awards und vergebene Trophäen
| Auszeichnung          | Spieler          | Team                |
| --------------------- | ---------------- | ------------------- |
| Calder Trophy:        | Sweeney Schriner | New York Americans  |
| Hart Memorial Trophy: | Eddie Shore      | Boston Bruins       |
| Lady Byng Trophy:     | Frank Boucher    | New York Rangers    |
| Vezina Trophy:        | Lorne Chabot     | Chicago Black Hawks |